# Halichoeres chrysus
Halichoeres chrysus es una especie de peces de la familia Labridae en el orden de los Perciformes.

## Morfología
Los machos pueden llegar alcanzar los 12 cm de longitud total.

## Distribución geográfica
Se encuentra desde las Islas Salomón hasta el sur del Japón, Tonga y Nueva Gales del Sur (Australia). Es sustituido por Halichoeres leucoxanthus en el Índico.